# Geelbuikdwergtiran
De geelbuikdwergtiran (Euscarthmus rufomarginatus) is een zangvogel uit de familie Tyrannidae (tirannen).

## Verspreiding en leefgebied
Deze soort komt voor in Suriname en van oostelijk Brazilië tot noordoostelijk Bolivia en oostelijk Paraguay.

## Status
De grootte van de populatie is niet gekwantificeerd maar de soort wordt omschreven als schaars en met een versnipperde verspreiding. Op de Rode lijst van de IUCN heeft deze soort de status gevoelig.